# Búsqueda del tesoro del MIT

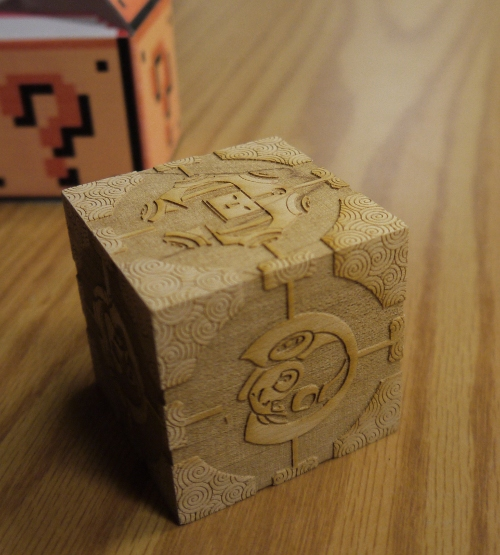
Fotografía de la "moneda" utilizada por los creadores del juego del año 2011.

La Búsqueda del tesoro del MIT (en inglés: MIT Mystery Hunt) es una competición anual de resolución de acertijos que se desarrolla en el Instituto de Tecnología de Massachusetts. Es una de las competencias de resolución de acertijos, problemas de lógica y criptografía más antiguas y complejas del mundo, en la cual participan unos 40 equipos con un total de unos 2000 participantes cada año. Los equipos tienen entre 5 y 150 miembros. Esta competición ha inspirado la realización de competiciones similares en Microsoft, Stanford University, Melbourne University, Universidad de Limerick, y la University of Illinois at Urbana-Champaign como también en las zonas metropolitanas Seattle, San Francisco, Miami, Washington D. C. e Indianapolis y Columbus, Ohio. Debido a que para resolver los acertijos es preciso tener conocimiento de temas esotéricos y eclécticos, la competencia a menudo se asocia con los estereotipos populares de los estudiantes del MIT.
La competencia comienza al mediodía del viernes previo al Día de Martin Luther King, Jr. cuando los equipos se reúnen para recibir los primeros acertijos. Finaliza con una búsqueda de una «moneda» escondida en el campus del MIT. Cada competencia de acertijos es creada y organizada por el equipo que ganó el año previo, lo cual puede dar lugar a diferencias sustanciales en las reglas y la estructura de la competencia de un año al siguiente. Mientras que las competencias iniciales comprendían la resolución de unas pocas docenas de acertijos lineales, las competencias más recientes son mucho más complejas, algunas se componen de casi 130 acertijos diferentes agrupados en etapas, etapas ocultas y meta acertijos.

## Estructura

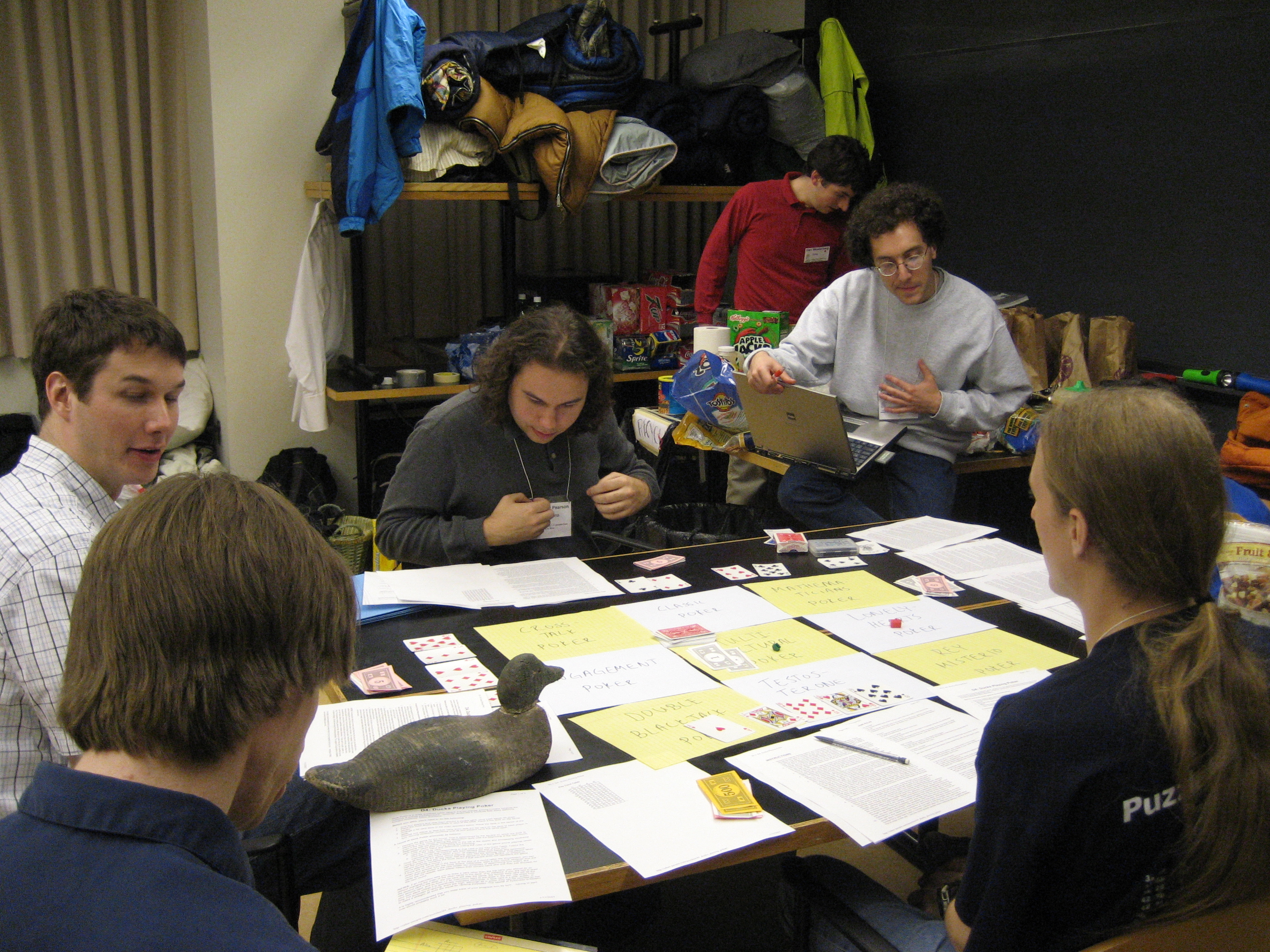
Muchos equipos trabajan en salas con pizarrones, proyectores, computadoras y alimentos. (Sala de l equipo Codex en el 2007).

El objetivo de la búsqueda es resolver un conjunto de acertijos para poder encontrar una «moneda» escondida en el campus del MIT. Los participantes pueden organizarse en equipos de cualquier tamaño y no es preciso que todos sus integrantes se encuentren presentes. El equipo más grande en la historia de la búsqueda fue Manic Sages en el año 2012, con unos 120 resolvedores activos. La proporción de buscadores que participan de manera remota ha ido aumentando con el paso de los años.

## Temas de competencias de laBúsqueda del tesoro del MIT
- 2013 (por Manic Sages): un robo a un banco - (ganada por [Entire Text Of Atlas Shrugged]) (enlace con la búsqueda)
- 2012 (por Codex): la película y el musical Los productores, y el teatro musical en general (enlace con la búsqueda)
- 2011 (por Metaphysical Plant): video games, especialmente Super Mario Brothers y Portal (enlace con la búsqueda)
- 2010 (por Beginner's Luck): Historia alternativa y la historia (principalmente ficticia) de la propia caza Misteriosa (enlace con la búsqueda)
- 2009 (por The Evil Midnight Bombers What Bomb At Midnight): Una búsqueda alrededor de temas de ciencia ficción basada en el juego de mesa de ciencia ficción inventado Escape de Zyzzlvaria,[6] (enlace con la búsqueda)
- 2008 (por Palindrome): un caso de asesinato tipo whodunit (enlace con la búsqueda)
- 2007 (por The Evil Midnight Bombers What Bomb At Midnight): Infierno y los Siete pecados capitales (enlace con la búsqueda)
- 2005 (por Setec Astronomy): poderes de superhéroe (enlace con la búsqueda)
- 2004 (por The French Armada):la película Time Bandits (enlace con la búsqueda)
- 2003 (por Acme): la película The Matrix (enlace con la búsqueda)
- 2002 (por Setec Astronomy): el juego Monopoly (enlace con la búsqueda)
- 2001 (por Palindrome): el género de horror (enlace con la búsqueda)
- 2000 (por Setec Astronomy): la película El mago de Oz (enlace con la búsqueda)
- 1999 (por Acme): Carmen Sandiego (enlace con la búsqueda)
- 1998 (por Palindrome): obteniendo un título en Enigmatología
- 1997 (por Chaos[7]): Elvis Presley
- 1996: el libro Gödel, Escher, Bach: un Eterno y Grácil Bucle por Douglas Hofstadter
- 1995: el juego Clue
- 1994: el género cyberpunk
- 1993: una búsqueda del Santo Grial
- 1992: "Captain Red Herring's Mystery Island"